# Princeton, Illinois
Princeton är en stad (city) i Bureau County, i delstaten Illinois, USA. Enligt United States Census Bureau har staden en folkmängd på 7 581 invånare (2011) och en landarea på 19,4 km². Princeton är huvudort i Bureau County.

## Kända personer
Följande personer har anknytning till orten: 
- William Bascom, antropolog
- Henry C. Doolittle
- Virgil Fox, organist
- Gary Green, gitarrist
- Jerry Hadley, operasångare
- Kathryn Hays, skådespelare
- Frank Jones, spelare för Detroit Wolverines
- Paul Kell, NFL-spelare med Green Bay Packers
- Keith Knudsen, trumslagare med Doobie Brothers
- Owen Lovejoy, kongressman
- Asa Shinn Mercer, grundare av University of Washington